# Linares (Burgos)
Linares es una localidad del municipio burgalés de Merindad de Sotoscueva, en la Comunidad Autónoma de Castilla y León (España). 

## Localidades limítrofes
Confina con las siguientes localidades:
- Al norte con Cornejo.
- Al noreste con Hornillayuso.
- Al este con Butrera.
- Al sureste con Villanueva la Blanca.
- Al sur con Salazar.
- Al suroeste con Sobrepeña.
- Al oeste con Cogullos y Ahedo de Linares.

## Demografía
Evolución de la población
| Gráfica de evolución demográfica de Linares entre 2000 y 2017      |
|                                                                    |
| Población de derecho (2000-2017) según el padrón municipal del INE |

## Historia
Así se describe a Linares en el tomo X del Diccionario geográfico-estadístico-histórico de España y sus posesiones de Ultramar, obra impulsada por Pascual Madoz a mediados del siglo XIX:

Aldea en la provincia, diócesis, audiencia territorial y capitanía general de Burgos (14 leguas), partido judicial de Villarcayo (2 ½), y ayuntamiento titulado de la merindad de Sotoscueva (1); Situada en un pequeño hondo circulado casi todo de cuestas, cuyo clima es frío pero saludable, no conociéndose enfermedades dominantes. Tiene 5 casas, una fuente de buena agua dentro de la población, y otra en el término no muy distante; una iglesia parroquial (San Juan Bautista) aneja de Ahedo de Linares, cuyo cura sirve el culto de ella, y un cementerio inmediato a la misma iglesia. Confina N Cornejo; E Buitrera; S Sobrepeña, y O Ahedo de Linares. El terreno es de mediana calidad, habiendo 2 montes, uno al N y otro al E, de los cuales el primero está poblado de encinas, y el segundo de estas y robles. Caminos: los que conducen a los pueblos limítrofes que por lo común son malos. Correos: la correspondencia se recibe de Villarcayo. Producciones: trigo, centeno, maíz, cebada, avena, yeros, titos, lentejas y patatas, de todo en corta cantidad; ganado lanar churro, vacuno, cabrío y de cerda, y caza de liebres, zorros y lobos. Industria: la agrícola. Población: 2 vecinos, 8 almas. Capital productivo: 10.700 reales. Imponible: 263.
Diccionario geográfico-estadístico-histórico de España y sus posesiones de Ultramar